# Vita Stopina
Vita Stopina (în ucraineană Віта Стьопіна; n. 21 februarie 1976, Zaporijjea, RSS Ucraineană, URSS) este o fostă atletă ucraineană, specializată în săritură în înălțime.

## Carieră
Prima ei performanță notabilă a fost locul 13 la Campionatul European de Juniori din 1993 de la San Sebastián. În anul 1995 a cucerit aurul la Campionatul European de Juniori de la Nyíregyháza. A câștigat medalia de argint la Jocurile Mondiale Militare din 1999 și medalia de bronz la Jocurile Mondiale Militare din 2007.
Sportiva a participat de patru ori la Jocurile Olimpice, la ediții din 1996, 2004, 2008 și 2012. Cel mai bun rezultat a obținut la Jocurile Olimpice de vară din 2004. La Atena a câștigat medalia de bronz, stabilind un nou record personal cu o săritură de 2,02 m.
În 2004 i-a fost conferit Ordinul Prințesei Olga clasa a-III.

## Realizări
| An   | Competiție                               | Locație                | Loc | Note   |
| ---- | ---------------------------------------- | ---------------------- | --- | ------ |
| 1993 | Campionatul European de Juniori (sub 20) | San Sebastián, Spania  | 13  | 1,78 m |
| 1994 | Campionatul Mondial de Juniori (sub 20)  | Lisabona, Portugalia   | 6   | 1,85 m |
| 1995 | Campionatul Mondial în sală              | Barcelona, Spania      | -   | FR     |
| 1995 | Campionatul European de Juniori (sub 20) | Nyíregyháza, Ungaria   | 1   | 1,91 m |
| 1995 | Universiada                              | Fukuoka, Japonia       | 12  | 1,75 m |
| 1996 | Jocurile Olimpice                        | Atlanta, Statele Unite | 19  | 1,85 m |
| 1997 | Campionatul European de Tineret (sub 23) | Turku, Finlanda        | 6   | 1,85 m |
| 1997 | Universiada                              | Catania, Italia        | 4   | 1,91 m |
| 1998 | Campionatul European                     | Budapesta, Ungaria     | 7   | 1,92 m |
| 1999 | Jocurile Mondiale Militare               | Zagreb, Croația        | 2   | 1,92 m |
| 1999 | Campionatul Mondial                      | Sevilla, Spania        | 7   | 1,96 m |
| 2003 | Campionatul Mondial                      | Paris, Franța          | 9   | 1,90 m |
| 2004 | Campionatul Mondial în sală              | Budapesta, Ungaria     | 8   | 1,91 m |
| 2004 | Jocurile Olimpice                        | Atena, Grecia          | 3   | 2,02 m |
| 2005 | Campionatul Mondial                      | Helsinki, Finlanda     | 7   | 1,93 m |
| 2006 | Campionatul Mondial în sală              | Moscova, Rusia         | 7   | 1,96 m |
| 2007 | Jocurile Mondiale Militare               | Hyderabad, India       | 3   | 1,94 m |
| 2008 | Jocurile Olimpice                        | Beijing, China         | 9   | 1,93 m |
| 2010 | Campionatul European                     | Barcelona, Spania      | 6   | 1,95 m |
| 2011 | Campionatul Mondial                      | Daegu, Coreea de Sud   | 18  | 1,92 m |
| 2012 | Jocurile Olimpice                        | Londra, Marea Britanie | 34  | 1,80 m |

## Recorduri personale
| Probă                        | Performanță | Dată             | Locație  |
| ---------------------------- | ----------- | ---------------- | -------- |
| Săritură în înălțime         | 2,02 m      | 28 august 2004   | Atena    |
| Săritură în înălțime în sală | 1,99 m      | 4 februarie 2006 | Arnstadt |